# Ägidienkirche (Erfurt)

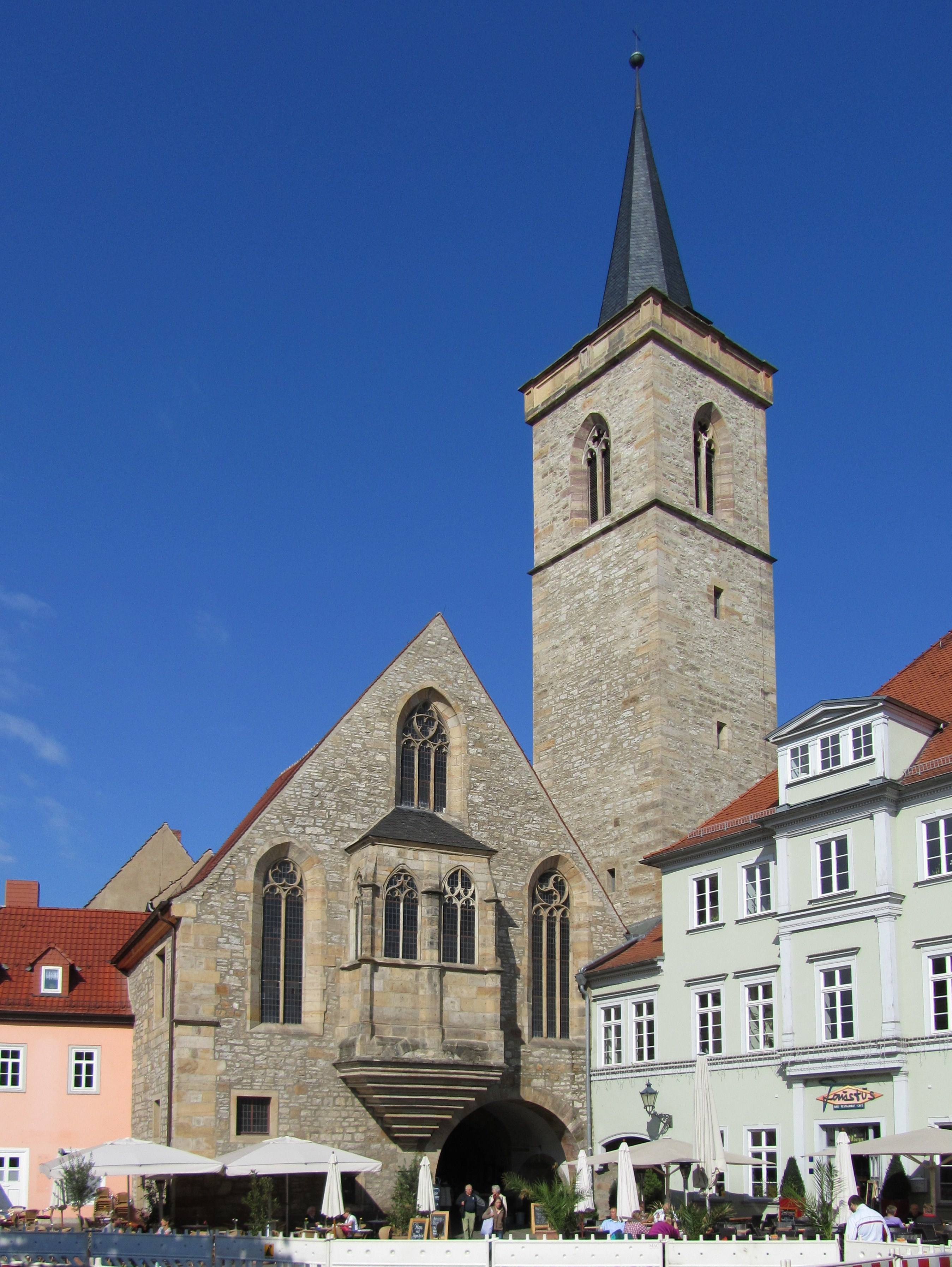
Vom Wenigemarkt aus gesehen

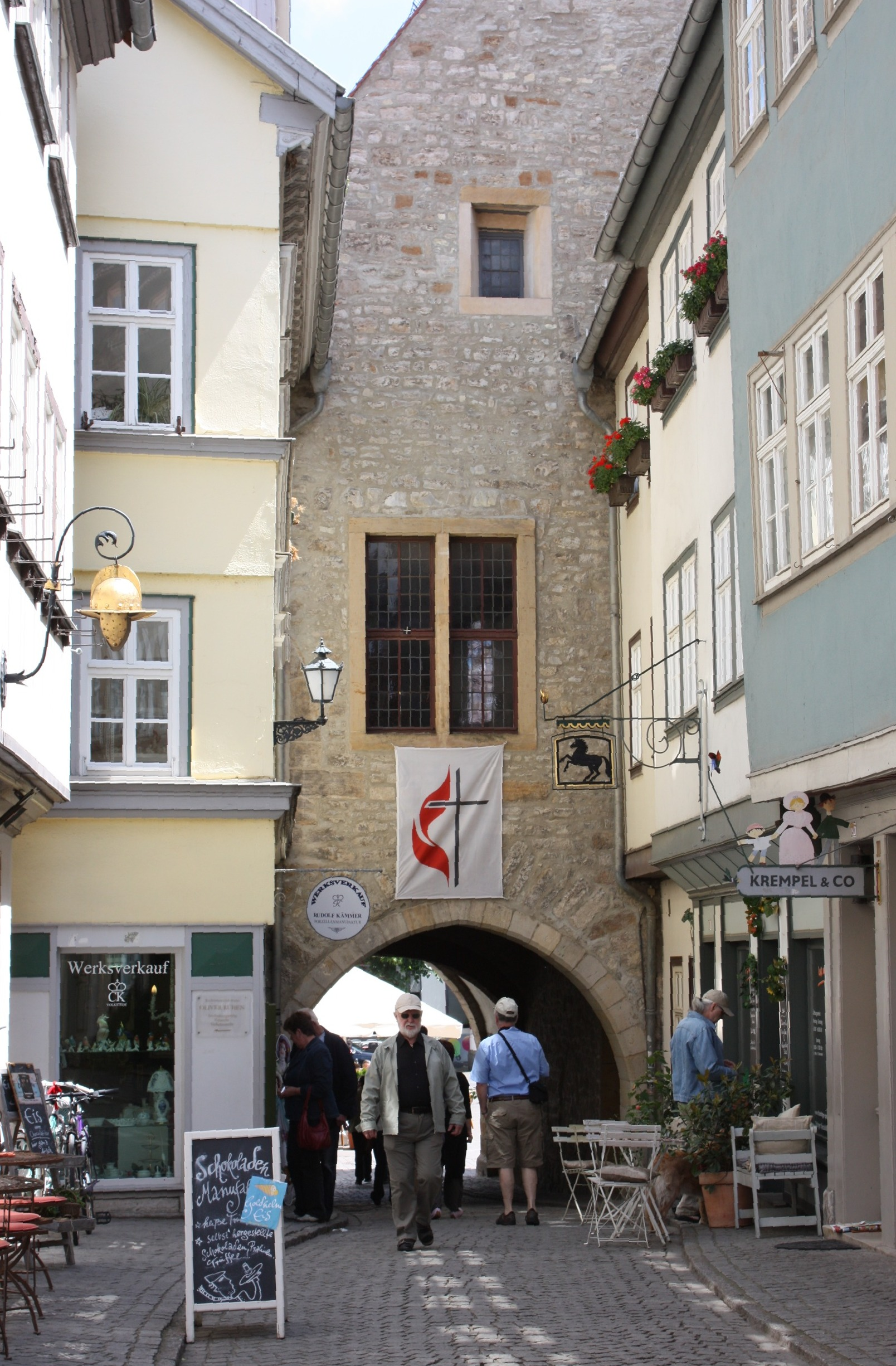
Von der Krämerbrücke aus gesehen

Die Ägidienkirche (auch St. Ägidii) in Erfurt bildet am Wenigemarkt mit ihrem Torbogen den östlichen Zugang zur Krämerbrücke. Die einschiffige gotische Kirche ist eine der ehemals zwei Brückenkopfkirchen. Am westlichen Ende stand seit dem 11. Jahrhundert die Benediktikirche, die 1890 abgerissen wurde und an die heute nur noch der Name des Benediktsplatzes erinnert.

## Geschichte der Kirche
- 1110: erste Erwähnung
- 1293: durch Stadtbrand zerstört
- 1324: Wiederaufbau; Turm wird an das Kirchenschiff angebaut
- 1382: Guss der „Ägidiusglocke“,[4] zweitälteste Glocke der Stadt Erfurt
- 1472: erneute Zerstörung durch Brand
- 1582: Einsturz von Teilen der Kirche und Wiederaufbau
- 1615: Profanierung
- 1657: Verpachtung an einen Kaufmann für profane Zwecke
- 1827: Verkauf an privat[4]
- 1927: Rückkauf durch Kaufmannsgemeinde[4]
- 1960: Gemeindekirche der Evangelischen Gemeinschaft, seit 1968 mit der Methodistenkirche zur Evangelisch-methodistischen Kirche vereinigt
- 2000, 2002: Instandsetzung unter Beteiligung der Deutschen Stiftung Denkmalschutz[2]

Die Ägidienkirche wurde bereits 1110 als capella s. aegidii confessoris erwähnt. Nach der Zerstörung der Brücke und der Kirche im Jahr 1293 wurde sie als Bruchsteinbau wiedererrichtet und im Jahre 1325 vollendet. Sie wurde vorrangig für Handelsreisende erbaut. Das Erdgeschoss war im Mittelalter offene Halle und diente als Verkaufsraum; das Kirchenschiff liegt ein Stockwerk höher. Nach mehrfachen Patronatswechseln bis zur Reformation 1525 gehörte die Kirche den Mönchen des Schottenklosters und danach zur Kaufmannsgemeinde. Der Gottesdienst wurde 1615 eingestellt, die Kirche 1827 verkauft und zum Teil als Lagerhaus genutzt. Im Erdgeschoss befand sich ein Geschäft, dessen Türöffnungen bei Renovierungsarbeiten freigelegt wurden. Im Jahr 1927 wurde das Gebäude als Mietshaus zurückerworben und seit der Restaurierung von 1957 bis 1960 von der Evangelisch-methodistischen Kirche wieder als Gotteshaus genutzt. Sie ist die älteste von Methodisten benutzte Kirche der Welt und befindet sich seit 1957 im Eigentum der Evangelisch-methodistischen Kirche in Ostdeutschland KdöR.
Der Kircheninnenraum liegt im ersten Geschoss, der Altarraum im spätgotischen Erker.
Der Torbogen bildet den östlichen Zugang zur Krämerbrücke. Vom Turm der Ägidienkirche, der 128 Stufen besitzt, bietet sich ein guter Blick über die Dachlandschaft der Krämerbrücke bis hin zu den Wahrzeichen Erfurts, dem Domplatz mit Mariendom und St. Severi sowie dem Panorama der Zitadelle Petersberg. Der 33 Meter hohe Kirchturm wird auch als Roter Turm bezeichnet und ist täglich für Besucher geöffnet.

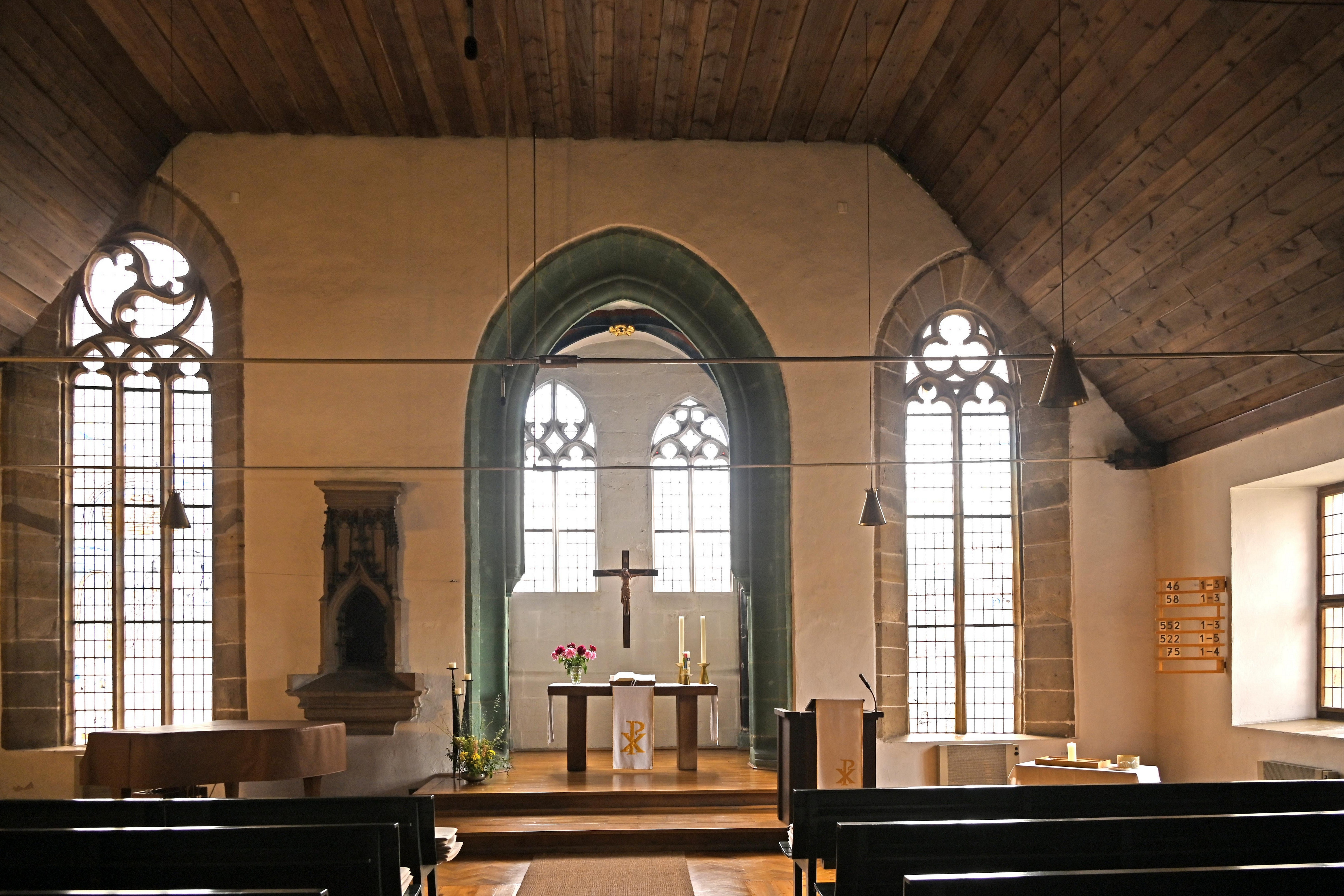
Innenraum
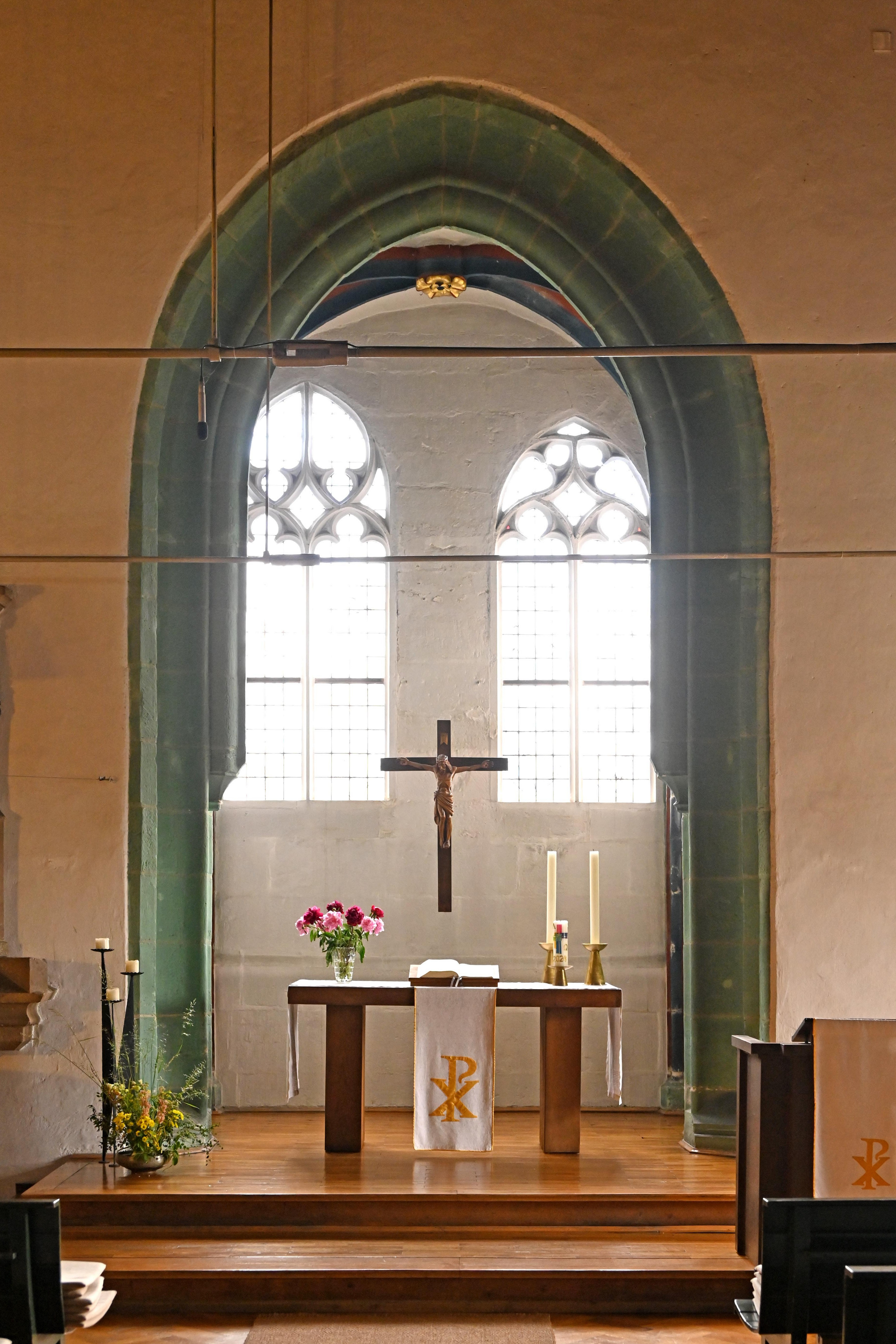
Altar im Erker
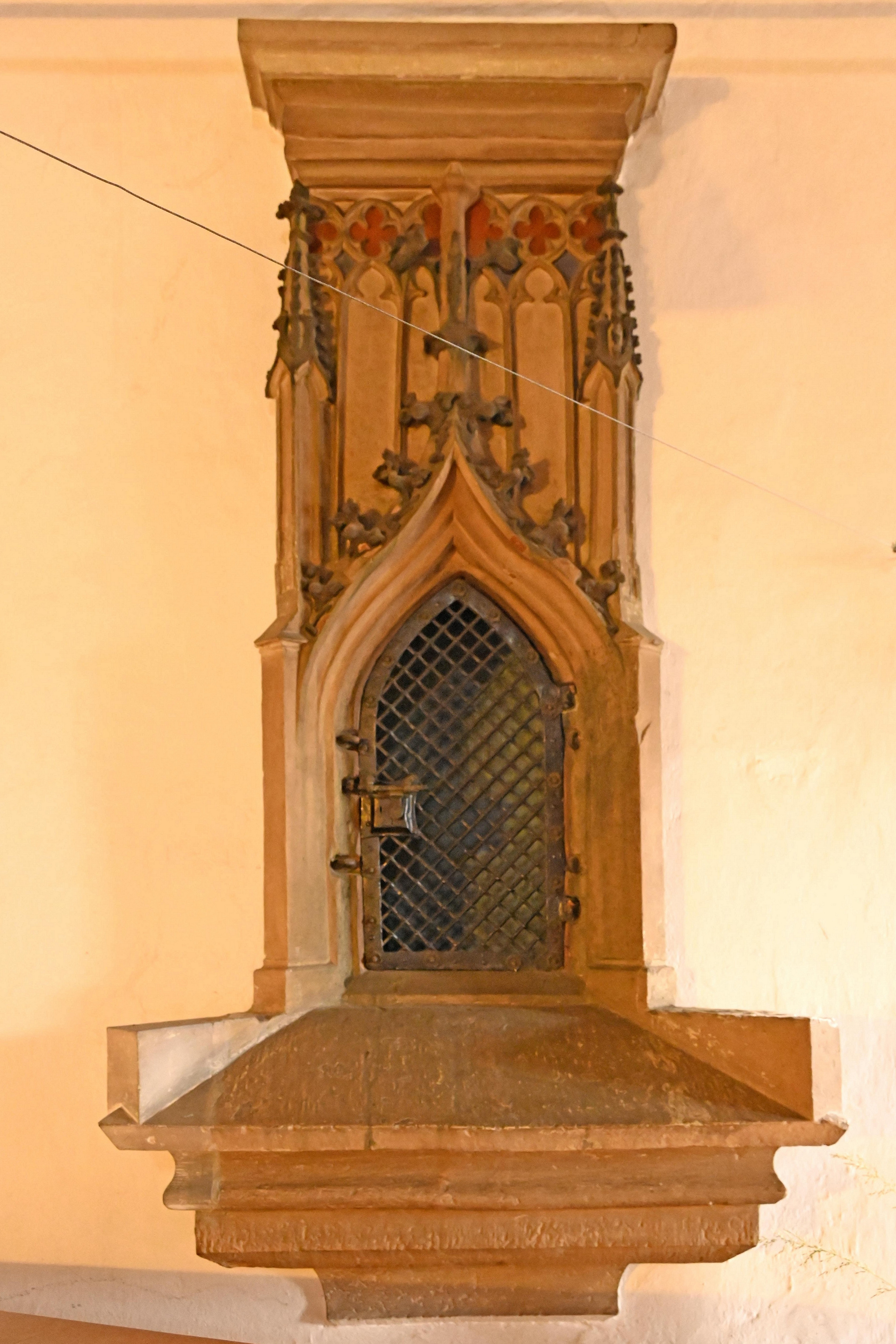
Got. Sakramentshaus
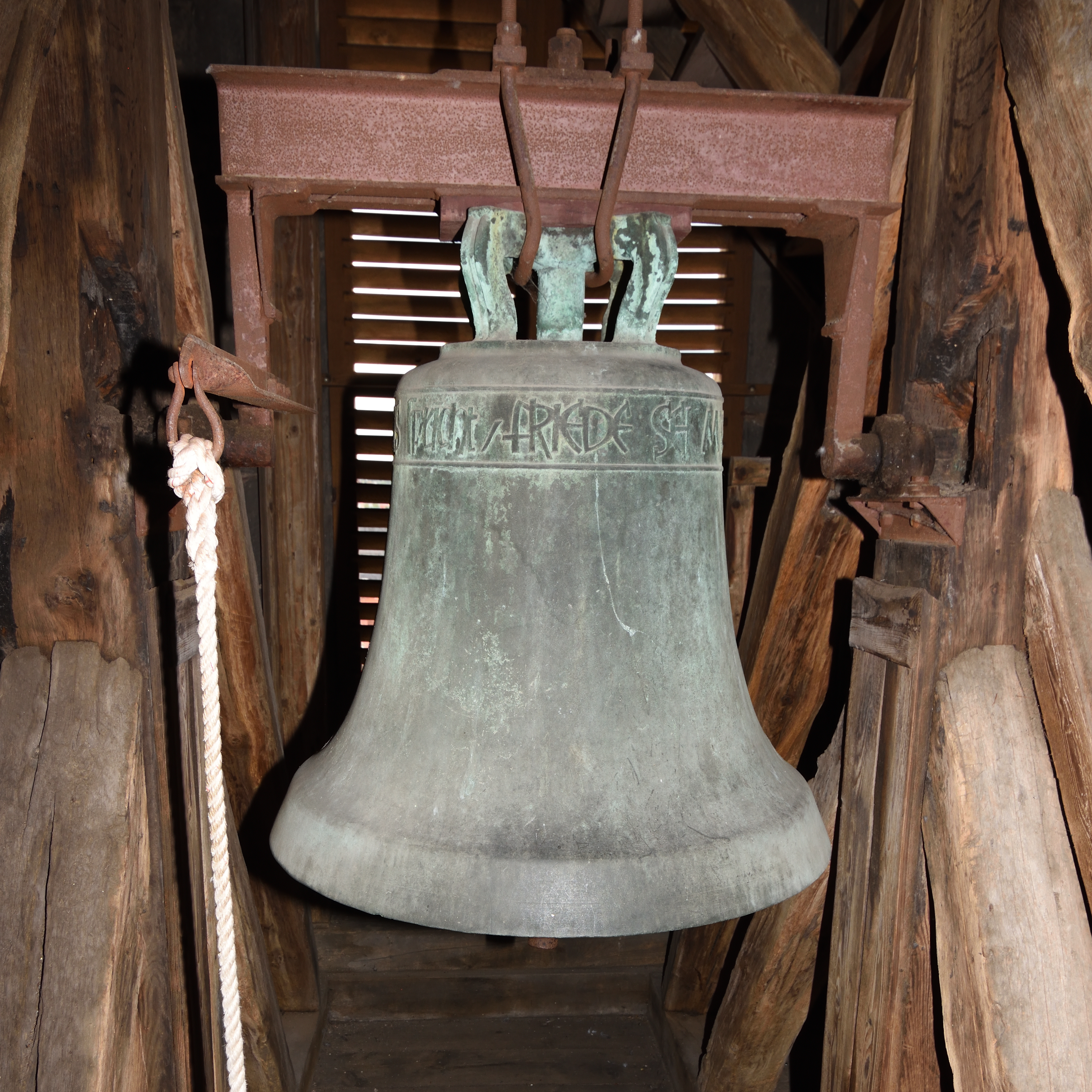
Eine der Glocken
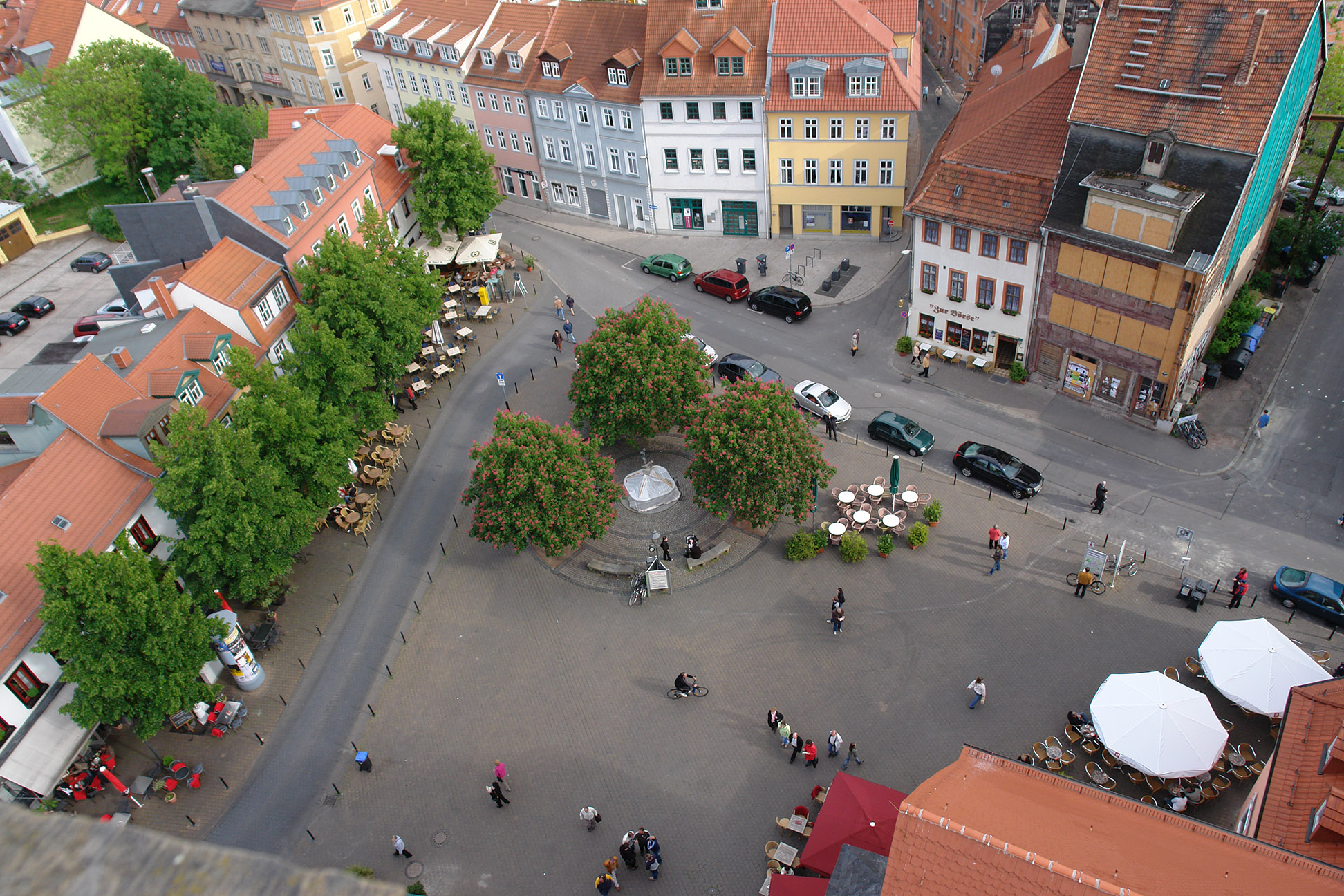
Blick vom Kirchturm auf den Wenigemarkt
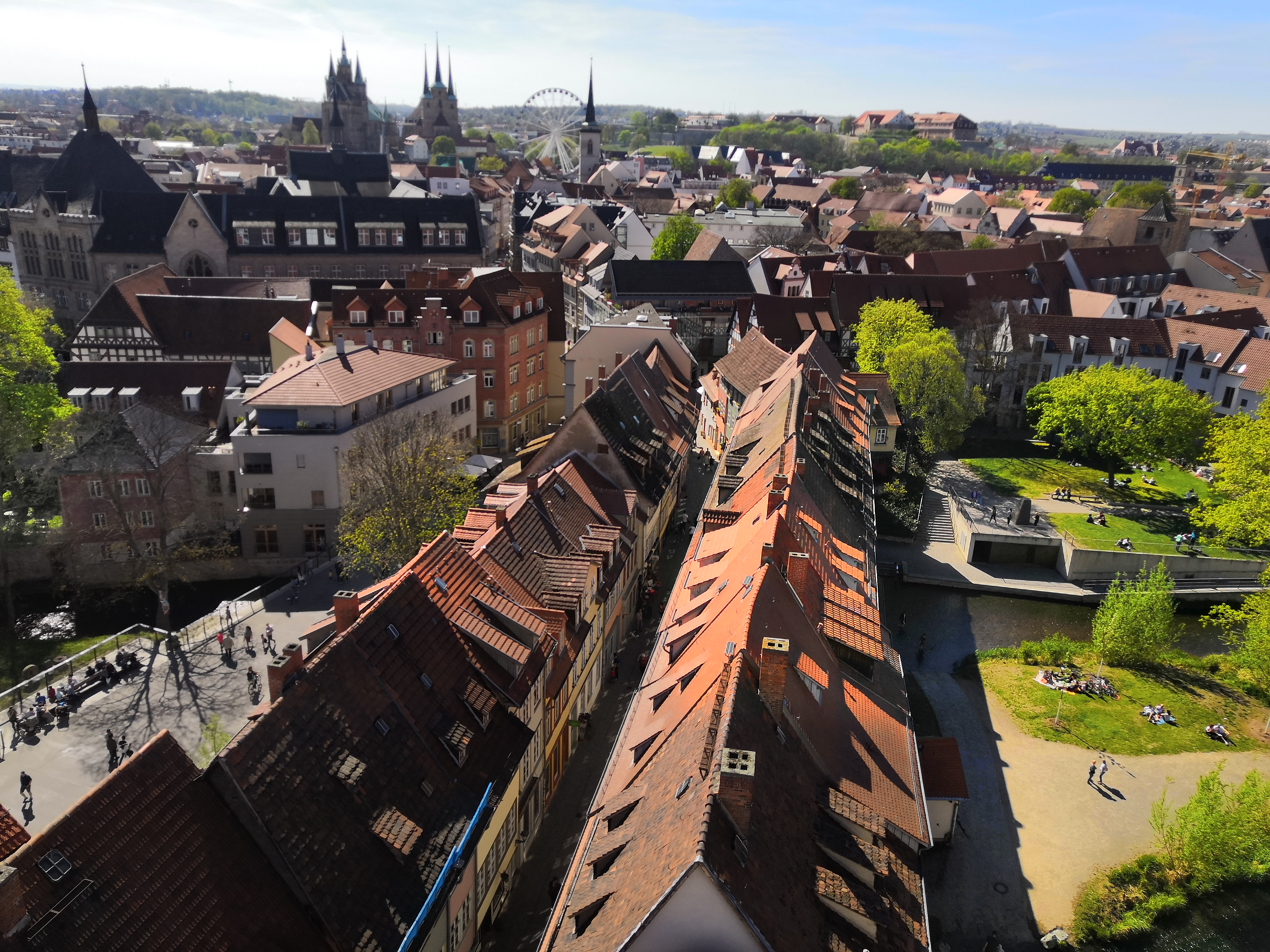
Blick vom Kirchturm auf die Krämerbrücke